# Rahazina (rejon orszański)
Rahazina (biał. Рагазіна; ros. Рагозино, Ragozino; pol. hist. Rohozino) – wieś na Białorusi, w obwodzie witebskim, w rejonie orszańskim, w sielsowiecie Zadrouje. 

## Historia
W XIX i w początkach XX w. wieś i folwark, od 1872 będący własnością Halkiewiczów, położony w Rosji, w guberni mohylewskiej, w powiecie orszańskim, w gminie Moszkowo. Znajdowała się tu wówczas cerkiew prawosławna (obecnie nieistniejąca).
Następnie w granicach Związku Sowieckiego. Od 1991 w niepodległej Białorusi.